# Guillaume Bieganski
Guillaume Bieganski (Libercourt, 3 de novembro de 1932 – Lunel, 8 de outubro de 2016) foi um futebolista francês. Ele competiu na Copa do Mundo FIFA de 1954, sediada na Suíça, na qual a seleção de seu país terminou na nona colocação dentre os 16 participantes.
Morreu em 8 de outubro de 2016, aos 83 anos.